# راج کومار
راج کومار بازیگر قدیمی فیلم‌های هندی، در سال ۱۹۲۶ در بلوچستان (در پاکستان کنونی) زاده شد. وی قبل از بازیگری در ادارهٔ پلیس بمبئی کار می‌کرد. در سال ۱۹۵۲ اولین فیلمش را بازی کرد. وی در سال ۱۹۵۷ در فیلم مادر، هند که نامزد جایزهٔ اسکار شده بود، ظاهر شد. وی با بازی در بیش از ۷۰ فیلم تبدیل به یک ستاره شده بود. راج کومار در تاریخ ۳ ژوئیه ۱۹۹۶ در سن ۶۹ سالگی به علت بیماری سرطان حنجره درگذشت.

## زندگی شخصی
راج کومار دو خواهر داشت. وی در دههٔ ۴۰ به شهر بمبئی مهاجرت کرد، شهری که در آن به استخدام ادارهٔ پلیس درآمد. در دههٔ ۶۰ با «گایاتری» ازدواج کرد. ثمرهٔ ازدواج آنها سه فرزند بود. دو پسر به نام‌های «پورو راج کومار» و «پانینی راج کومار» و دختری به نام «واستاویکتا راج کومار».

## قسمتی از فیلمشناسی
- مادر هند -۱۹۵۷
- روشنایی -۱۹۵۹
- قلب من-۱۹۶۰
- قلب یک معبد است -۱۹۶۳
- سرمه-۱۹۶۵
- وقت -۱۹۶۵
- نیلوفر آبی-۱۹۶۸
- خدای من-۱۹۶۸
- پاکیزه -۱۹۷۲
- به چامبال قسم بخور-۱۹۸۰
- طبیعت-۱۹۸۱
- بلندی-۱۹۸۱
- ترازوی تقوا-۱۹۸۲
- یک معمای جدید-۱۹۸۴
- شراره-۱۹۸۴
- تاج‌گذاری-۱۹۸۴
- تاریخ -۱۹۸۷
- تا زمان مرگ-۱۹۸۷
- قضاوت مقدر-۱۹۸۷
- دشمن محبت-۱۹۸۸
- توطئه-۱۹۸۸
- مهاویرا-۱۹۸۸
- پادشاه خیابان-۱۹۸۹
- دشمنان کشور-۱۹۸۹
- سوداگر -۱۹۹۱
- خدای بشریت-۱۹۹۳
- پادشاه بی‌تاج-۱۹۹۴
- خدا و تفنگ -۱۹۹۵